# Eupithecia mustangata
Eupithecia mustangata is een vlinder uit de familie van de spanners (Geometridae). De wetenschappelijke naam van de soort is voor het eerst geldig gepubliceerd in 1961 door Schütze.
De soort komt voor in India, Pakistan, Nepal en Afghanistan.